# Монро, Роберт Аллен
Ро́берт А́ллен Мо́нро (англ. Robert Allen Monroe; 30 октября 1915, Лексингтон, Кентукки, США — 17 марта 1995) — американский инженер радиовещания, основатель «RAM Enterprises» по выпуску сетевых радиопрограмм (1953); прославился как автор (с 1971) книг о собственном внетелесном опыте, основатель института собственного имени (Институт Монро, 1974), где разработали Hemi-Sync (хемисинк) — синхронизацию частот обоих полушарий мозга с помощью звуковых волн.

## Биография
Родился в семье профессора колледжа и врача; был третьим из четырёх детей. Детство провёл в Кентукки и Индиане. Поступил в Государственный Университет Огайо, получил степень[какую?] по инженерии в 1937 году. Работал режиссёром и сценаристом на двух радиостанциях. Через два года Монро переехал в Нью-Йорк, продолжил работать в СМИ, выпуская еженедельные передачи, и вскоре основал собственную радиокомпанию. Монро занимал должность вице-президента и члена совета директоров сети Mutual Broadcasting System, попал в список «Кто есть кто в США» и публиковался в журналах и газетах.
В 1956 году компания занялась исследованием эффектов звуковых волн на человеческое сознание, включая возможность обучения во время сна. Бо́льшую часть тестирований Монро проводил на самом себе. В 1958 году, совершенно неожиданно, он испытал состояние, в котором его сознание было отделено от физического тела. Монро применил к этому состоянию, в некоторых источниках называемому «астральной проекцией», термин «внетелесное переживание» (ВТП; англ. out-of-body experience).
Занимаясь успешным радиовещательным бизнесом, Монро начал экспериментировать над собственным сознанием. В 1971 году Монро опубликовал первую книгу, посвящённую ВТП — «Путешествия вне тела» (англ. Journeys out of the Body). Книга привлекла внимание научных исследователей, медицинских специалистов и многих других.
Монро начал работать над разработкой методов контроля и стимуляции возникновения новых состояний сознания в лабораторных условиях. Эти исследования привели к разработке технологии Hemi-Sync, основанной на идее синхронизации частот работы полушарий мозга с помощью бинауральных ритмов. В 1974 году был основан Институт Монро, работающий и по сей день. Последующие двадцать лет Монро продолжал свои исследования. Он разработал целый ряд методик аудиостимулирования, предназначенных для концентрации внимания, снятия стресса, улучшения сна и т. д.
В 1985 году вышла вторая книга Р. Монро — «Далёкие путешествия» (англ. Far Journeys), в которой описываются личные переживания, испытанные автором вне физической реальности, и приведены данные, полученные в ходе экспериментов над добровольцами. За год до своей смерти Монро написал заключительную часть своей трилогии — «Окончательное путешествие»(англ. Ultimate Journey), в которой подводится итог его исследовательской деятельности.
Начатое Робертом Монро дело продолжила его дочь Лори Монро (англ. Laurie Monroe; 1951—2006), возглавлявшая Институт Монро с 1994 года. Сегодня Институт продолжает своё существование под руководством последователей.

## Книги
- (1971) Монро, Роберт Аллан. Путешествия вне тела = Journeys out of the Body : 1971 / Пер. с англ. Кирилла Семёнова. — Киев : София, 1999. — 320 с. — ISBN 5-220-00212-0.
- (1985) Монро, Роберт Аллан. Далёкие путешествия = Far Journeys : 1985 / Пер. с англ. Кирилла Семёнова. — Киев : София, 1999. — 352 с. — ISBN 5-220-00249-x.
- (1994) Монро, Роберт Аллан. Окончательное путешествие = Ultimate Journey : 1994 / Пер. с англ. Кирилла Семёнова. — Киев : София, 1999. — 288 с. — ISBN 5-220-00275-9.